# Udsali (Rõuge)
Udsali – wieś w Estonii, w prowincji Võru, w gminie Rõuge.